# Anita Caprioli
Pour les articles homonymes, voir Caprioli.
Anita Caprioli née le 11 décembre 1973 à Verceil, au Piémont (Italie) est une actrice italienne.

## Biographie
Anita Caprioli fait ses débuts dans le théâtre en 1995 à l'âge de 22 ans dans une adaptation de la pièce La locandiera de Carlo Goldoni. L'année suivante, elle joue dans Il Berretto a Sonagli.
En 1996, elle fait ses premiers pas au cinéma en jouant dans Domani, puis dans Tutti giù per terra réalisé par Davide Ferrario. En 1999, elle obtient son premier rôle principal dans le film Denti de Gabriele Salvatores, où elle partage l'affiche avec Sergio Rubini.

## Filmographie
- 1995 : Assolo
- 1997 : Devenir adulte (Tutti giù per terra) : Beatrice
- 1997 : Fuochi d'artificio de Leonardo Pieraccioni : Mara
- 1997 : Wash and Dry
- 1998 : La donna del treno (feuilleton télévisé) : Gemma
- 1998 : Donne in bianco : Lucia
- 1999 : Venti
- 1999 : Tre addii (feuilleton télévisé)
- 1999 : Senza movente : Rita Squeglia
- 2000 : L'uomo della fortuna : Arianna
- 2000 : Denti : Mara
- 2001 : La Folie des hommes (Vajont - La diga del disonore) : Ancilla
- 2001 : Santa Maradona : Dolores
- 2002 : L'amante (L'Altra donna) (télé) : Fiammetta
- 2002 : Sei come sei
- 2002 : Il sorriso di Diana : Diana
- 2003 : Ma che colpa abbiamo noi : Chiara
- 2004 : Cime tempestose (télé) : Catherine
- 2005 : Leçons d'amour à l'italienne (Manuale d'amore) : Livia
- 2005 : Cielo e terra : Anna
- 2005 : La guerra di Mario : Adriana Tutolo
- 2005 : Sacco & Vanzetti (télé) : Rosa Sacco
- 2005 : Onde : Francesca
- 2006 : Per non dimenticarti : Nina
- 2006 : Uno su due : Silvia
- 2007 : Ciao Stefano (Non pensarci) : Michela Nardini
- 2008 : I demoni di San Pietroburgo : Aleksandra
- 2008 : Il bambino della domenica (feuilleton télévisé) : Anna
- 2008 : Si può fare : Sara
- 2009 : Je suis venu pour elle d'Ivan Taïeb : Francesca
- 2017 : Diva! de Francesco Patierno : Valentina Cortese
- 2019 : Le Défi du champion : Cécilia